# Visingsborg
Visingsborg er en borgruin på øen Visingsö i den svenske sø Vättern og et tidligere grevskab. Den blev opført i 1570'erne af Brahe-slægten. I 1680'erne overgik den til Kronen. Fra 1715 blev det brugt som arresthus, primært for russiske krigsfanger, indtil slottet i slutningen af 1718 blev ødelagt i en brand. Ruinerne hører til Visingsö sogn i Jönköpings kommun.